# 梧桐寨特別地區
梧桐寨特別地區（劃定於1980年2月26日）是一個位於香港新界西部的大帽山郊野公園內梧桐寨一帶的特別地區，佔地128公頃。